# Mimoclystia explanata
Mimoclystia explanata là một loài bướm đêm trong họ Geometridae.